# Clanu' Sprânceană
Clanu' Sprânceană este un serial de televiziune difuzat de postul Antena 1. Acțiunea serialului planează asupra a două familii: familia română Pop și familia rromă Sprânceană. Cele două familii sunt nevoite să se suporte reciproc, fiind lucrul care declanșează o comedie bazată pe situații care țin de realitățile vieții cotidiene. Țiganii și românii sunt puși în situația suportării zilnice a obiceiurilor și tradițiilor specifice. Vecinătatea familiilor naște situații comice a problemelor oricărui român din zilele noastre. 
Acțiunea începe când inginerul constructor Lucian Pop (Adrian Păduraru) se mută cu familia într-un nou cartier de vile construite "în oglindă", adică lipite două câte două. După doar câteva zile, înainte instalării propriu-zise în casă, în vila de alături se mută un întreg clan de țigani, condus de cunoscutul  interlop Toni Sprânceană (Marius Bodochi). Soția lui Lucian, Lia Pop (Nicole Duțu), e psiholog, fiind mult mai înțeleaptă și mai tolerantă decât soțul ei, mai ales că a copilărit într-un cartier rău famat. Ea este prima care inițiază contactul cu noii vecini și tot ea e cea care încearcă să țină în frâu impulsurile războinice ale soțului ei, care recurge la tot felul de tertipuri ridicole pentru a-i alunga pe noii vecini. Fiul ei, Mihai Pop (Călin Stănculeț) se transformă dintr-un adolescent cuminte, pasionat de pianul clasic, într-un adept al stilului "gangsta", iar fiica ei, Ana Pop (Ana Odagiu) în vârstă de 18 ani, începe să privească galeș peste gard. 

## Personalul

### Familia Pop
- Adrian Păduraru - Lucian Pop
- Nicole Duțu - Lia Pop
- Călin Stănculeț - Mihai Pop
- Ana Odagiu - Ana Pop

### Familia Sprânceană
- Marius Bodochi - Anton (Toni) Sprânceană
- Maria Teslaru - America Sprânceană
- Cătălina Murgea - Lumina Sprânceană
- Aurelian Temișan - Elvis Sprânceană
- Mihai Mărgineanu - Pacino Sprânceană
- Mihai Bănaru[2], George Bănaru - Orlando Sprânceană
- Xenia Grigore - Averea
- Mihai Volontir - Toader Sprânceană

## Impact cultural și social
Dan Voiculescu, magnatul Antenei 1, a dorit să stopeze serialul , pe motivul că difuzarea acestuia ar fi înrăutățit relațiile dintre români și rromi.

## Citate
Redarea cât mai veridică a îmbinării comediei și dramei tipice vieții reale a fost realizată de distribuția aleasă "pe sprânceană":  
- Marius Bodochi

„N-am mai jucat până acum un rol de țigan, așa că am fost foarte surprins când mi s-a propus. Am citit scenariile primelor episoade și scena care m-a cucerit definitiv era așa: personajul meu coboară dintr-o mașină luxoasă pe o stradă prăfuită, ca un drum de țară, încălțat în niște ciocate din piele de șarpe, și, indignat de mizeria pe care o vede, are o replică deosebită: Până mâine, vreau asfalt!. De când lucrez la acest serial am descoperit că țiganii știu să se distreze ca nimeni alții, că sunt primitori și foarte curați. E o lume foarte interesantă, pe care mulți dintre noi au perceput-o, până acum, într-un anumit fel. Când eram mici, ni se spunea: <Dacă nu ești cuminte, te ia țiganul!” sau ”Țiganule! Numai țiganii fac asta!”. E clar că nu am avut o imagine corectă asupra acestei etnii. Când am filmat niște secvente la niște case țigănești de pe Șoseaua Giurgiului, am stat cu ei la masă. S-au purtat extraordinar de frumos cu mine, de parcă aș fi fost chiar un șef de clan. Așa ca îmi construiesc personajul pe intuiție și uite că merge. Țiganii m-au primit ca pe unul de-al lor-”
- Nicole Duțu

„Dar Lia Pop nu este interesata doar de achizitii in plan personal. Devine psiholog, fiind interesata sa-i ajute pe ceilalti, astfel existenta ei capatand un sens mai profund. Caracterul integru si altruist al personajului, compasiunea pentru ceilalti, dorinta ei de a-si tine familia unita si backgroundul misterios fac din personajul Lia unul dintre cele mai ofertante roluri din serialele autohtone la momentul de fata. Nu stiu multe personaje feminine cu miza si poveste atat de seducatoare. Tot ceea ce-mi doresc e ca personajul sa-si pastreze valentele si mai departe, iar eu sa pot gasi provocarea necesara creatiei rolului. Fiindca rolul meu e compus din inclestarile si imbratisarile dintre mine, omul limitat, si eul meu ideal.” 
-”
- Adrian Paduraru

„  Am văzut, în regia lui Andy Lupu, și mi s-a părut altfel decât alte seriale autohtone. De aceea, când m-au chemat la casting, am știut unde mă duc și că îmi doresc să joc în noul proiect al lui Andy. Mi-am zis că nu poate să nu fie ceva ușchit. Și mă laud că am avut această intuiție-”
- Xenia Grigore

„Neașteptat. În cadrul unui casting, am dat o probă care a decurs foarte bine și am fost anunțată că voi face parte din distribuția serialului. M-a încântat foarte mult ideea că proiectul se află în mâinile lui Andy Lupu, regizor care mi-a inspirat profesionalism încă de pe vremea când urmăream la Antena 1 serialul „Martor fără voie".-”
- Călin Stănculeț

„  Noroc chior!   Ma pregateam să plec la munte și am primit un telefon prin care eram chemat la un casting. Aveau nevoie de un copil care să știe să cânte la pian.  Am anulat pe loc călătoria și m-am prezentat la proba. Iată-mă, așadar, jucând la 14 ani, intr-un serial palpitant, alături de mari nume din lumea teatrului și filmului românesc -”

## Muzica
Coloana sonoră a serialului o reprezintă melodia "Muro shavo kiki", cântată de Mărgineanu și TerniPe!. Totodată, mai pot fi auzite piese ale lui Mărgineanu, cum ar fi Paraschiva. 
Antena 1 acuzase postul de televiziune Pro TV că ar fi luat melodia, folosind-o zile în șir fără drepturi legale, utilizând-o chiar și la un promo la Dansez pentru tine; Pro TV nu a răspuns acuzațiilor aduse de către Antena 1.